# Исаев, Мамри Яхьяевич
Мамри Яхьяевич Исаев (1893 — 1961) — советский виноградарь, звеньевой колхоза имени Кагановича, Дербент, Дагестанская АССР. Герой Социалистического Труда (1949).
Родился в 1893 году в еврейской семье. Трудился в колхозе имени Кагановича (позднее — колхоз «Путь к коммунизму»). Занимался выращиванием винограда. Был назначен звеньевым.
В 1948 году звено Мамри Исаева собрало в среднем по 185,3 центнера винограда с каждого гектара на участке площадью 3,7 гектара виноградника. За получение высоких урожаев винограда в 1948 году удостоен звания Героя Социалистического Труда указом Президиума Верховного Совета СССР от 27 июля 1949 года с вручением ордена Ленина и золотой медали «Серп и Молот».
В этом же колхозе трудились Мардахай Исаев и Исай Абрамов, удостоенные звания Героя Социалистического Труда этим же указом.